# Nunca más

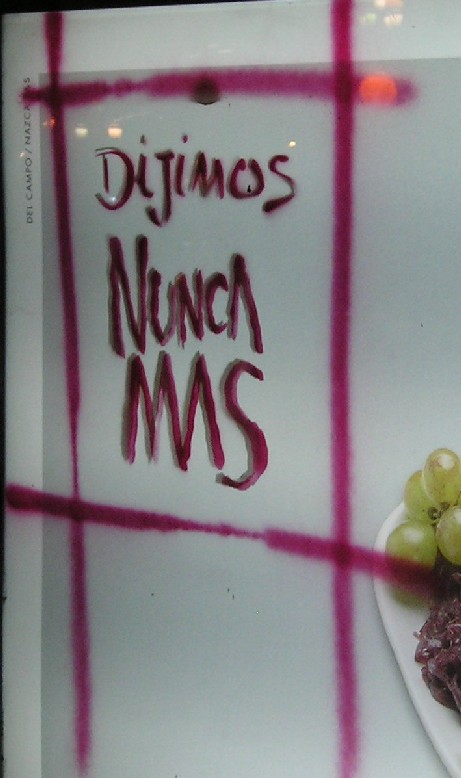
Un graffito a Buenos Aires

Nunca más (in spagnolo "mai più"), è il titolo del rapporto della Comisión Nacional sobre la Desaparición de Personas (CONADEP) Argentina del settembre 1984, chiamata anche Comisión Sabato dal nome del suo presidente Ernesto Sabato.

## Storia
Voluto dal neo presidente argentino Raúl Alfonsín nei primi anni ottanta per indagare su migliaia di casi di desaparecidos avvenuti durante la dittatura militare argentina, riportava testimonianze su sequestri, torture ed eliminazioni di oppositori messi in atto dalle autorità militari.
Il rabbino Marshall T. Meyer ha avuto l'idea di chiamarlo «Nunca más» perché fu l'espressione usata per i sopravvissuti all'insurrezione o rivolta del ghetto di Varsavia dopo le atrocità commesse dai nazisti nella Seconda guerra mondiale.
La prima edizione italiana di «Nunca Mas» è stata curata dall'ASAL e ha vinto il Premio Iglesias del 1986.

## Conclusioni
Queste sono le conclusioni:
"Dall'enorme documentazione (7830 incartamenti) da noi esaminata si deduce che i diritti umani sono stati violati in forma organica e statale attraverso la repressione attuata dalle Fuerzas Armadas Argentinas. E non violate solo in modo sporadico, ma sistematico... Come non attribuirlo ad una strategia del terrore pianificato al più alto livello?" (pag. 8)
"Fino alla data di presentazione di questo rapporto, CONADEP stima in 8960 il numero di persone che risultano ancora scomparse..."
"Già prima del colpo di Stato del 24 marzo 1976 si utilizzò in alcuni casi la sparizione di persone come metodo repressivo. Però una volta che le Forze Armate usurparono il potere acquisendo il controllo assoluto dello Stato, questo metodo fu adottato in modo generalizzato" (pag. 479).
"Si cominciava con il sequestro della vittima da parte di effettivi delle Forze di Sicurezza che evitavano di identificarsi. I sequestrati erano quindi portati in uno dei 340 centri di detenzione clandestini. Questi erano diretti da alti ufficiali delle Forze Armate o della Forze di Sicurezza. I detenuti erano mantenuti in condizioni disumane e sottomessi ad ogni tipo di tormenti ed umiliazioni." (ibid)
"Le prove dell'uso esteso delle torture in questi centri e del sadismo dimostrato dagli aguzzini sono terribili. Si sono registrati vari casi di bambini ed anziani torturati insieme ai loro familiari affinché questi fornissero le informazioni richieste dai loro aguzzini".
Per quanto riguarda i detenuti, alcuni furono assassinati gettandoli in mare vivi e sotto l'effetto di sostanze soporifere, oppure uccisi nei centri di detenzione facendone poi sparire i cadaveri; altri furono prelevati ancora vivi da queste carceri clandestine e poi uccisi simulando scontri a fuoco o tentativi di fuga; il rapporto non parla mai di sopravvissuti.
Il rapporto nega, inoltre, che siano stati perseguitati solo appartenenti di organizzazioni che praticavano il terrorismo. Infatti, i Consejos de Guerra (Consigli di Guerra) che avevano il compito di giudicare questo tipo di delitti condannarono appena 350 persone. Invece si contano in migliaia le vittime che mai furono coinvolte in questo tipo di attività e, nonostante tutto, furono oggetto di orribili supplizi a causa della loro opposizione alla dittatura militare, per la loro partecipazione nelle lotte sindacali o studentesche, per essere intellettuali conosciuti o per essere familiari o amici di qualcuno che era considerato un sovversivo. (pag. 480).
Contro l'affermazione della Giunta Militare secondo la quale si ebbero solo "eccessi di repressione inevitabili in una guerra sporca, questa commissione sostiene invece che le atrocità commesse non furono 'eccessi' ma pratica comune e diffusa, atti normali e frequenti, attuati quotidianamente al solo scopo di reprimere" (ibid).